# Pastor belga tervuren
El pastor belga de Tervuren és una raça de gos originària de Bèlgica. De les quatre varietats de pastor belga, només el de tervuren i el de groenendaal tenen pèl llarg. Per això, són dues varietats molt populars com a mascotes.
No obstant això, i malgrat la seva bellesa i elegància, el pastor belga de Tervuren és abans de res un gos de treball.

## Història
La raça dels pastors belgues va ser descrita el 1868, però hi romania molta confusió. El 1891 el professor Jacques-Adolphe Reul (1849-1907), de la facultat de medicina veterinària de Kuregem, va establir un estandard de raça dels pastors belgues. Els tres primers schepers (neerlandès per a ‘gos pastor’), el de Laken, de Malines (‘malinois’) i el de Tervuren van ser definits el 1897, el 1898 s'hi va afegir el Groenendaal. Deu el seu nom al municipi belga de Tervuren.

## Descripció
El seu cos quadrat, musculós i lleuger li proporciona l'agilitat i la força necessàries per tenir èxit en gairebé qualsevol treball que se li encomani. Igual que els altres pastors belgues, el tervuren és un gos àgil i molt actiu. Les orelles són triangulars i acabades en punta, són petites i d'inserció alta en un cap llarg, recte i prim. Els ulls són foscos i de forma ametllada. Les dents del tervuren es tanquen en tisora i estan disposats en un musell que és més ample a la seva base que en el seu extrem. El musell mai és puntegut. El pèl d'aquest pastor belga és curt a sobre del cap, la part externa de les orelles i la part baixa de les potes (excepte pel costat posterior de l'avantbraç que presenta serrells). La resta del cos està cobert per pèl llarg que és més abundant en el coll i pit, on dibuixa un collaret molt característic. El pèl també és molt abundant en la cua.
Els colors acceptats pel pastor belga tervuren són el vermell carbonat amb màscara negra. El carbonat és el color resultant de pèls que tenen l'extrem negre, per la qual cosa el color de base s'enfosqueix una mica.
La cua de longitud mitjana i amb abundant pèl, ha d'arribar almenys fins a la sofraja. Les extremitats anteriors són rectes i paral·leles entre si. Les extremitats posteriors són poderoses però sense aparença de ser feixuga. Tenen angulació normal.
L'alçada a la creu de les femelles és de 56 a 61 cm, els mascles entre 61 i 66 centímetres. Viuen entre 12 i 14 anys. Els mascles pesen entre  25 i 30 quilograms i les femelles entre els 20 i 25 quilograms.

## Caràcter
Vigilant, actiu i de gran vitalitat, el tervuren és un excel·lent gos guardià i protector dels seus. Com té molt desenvolupats els instints de protecció i territorialitat, és necessari socialitzar-ho des de cadell. El tervuren té tanta energia com qualsevol altre pastor belga, per la qual cosa necessita alguna ocupació diària per mantenir-se distret i cremar tota l'energia excedent. La falta d'exercici físic i mental, pot causar problemes de comportament. Aquest gos és fàcil d'entrenar si s'utilitzen els mètodes adequats. Mètodes durs poden destruir el caràcter del tervuren, o portar a la confrontació. És preferible utilitzar mètodes d'ensinistrament caní que es basin en la cooperació i no en la dominació. AEl pastor belga tervuren és menester un propietari que conegui bé els gossos. Si es donen les condicions adequades, aquest gos pot ser un excel·lent gos guardià, un gran gos pastor o una mascota meravellosa.

## Salut
Igual que les altres varietats de pastor belga, el tervuren és un gos resistent que poques vegades presenta problemes de salut. No obstant això, la vetlla veterinària regular és útil. Encara que el pastor belga tervueren pot adaptar-se a viure en un pis, necessita molt exercici. Per això, és millor si es compta amb un jardí o un pati. Ja sigui que visqui en un pis o en una casa, llargs passejos diaris li són imprescindibles. A més d'exercici, li cal companyia constant. No és un gos per deixar en un canil o al pati la major part del dia. El pastor belga tervuren perd pèl de forma regular durant tot l'any. A més, els mascles perden pèl i muden una vegada per any. Les femelles muden dues vegades a l'any. El raspallat regular és necessari per mantenir el pelatge en bones condicions.

## Fotografies
El color bàsic varia del ros sorrenc fins al teula, un mateix gos pot tenir quasi tota la gamma en diverses capes de pèl, tots tenen una màscara negra a la cara:

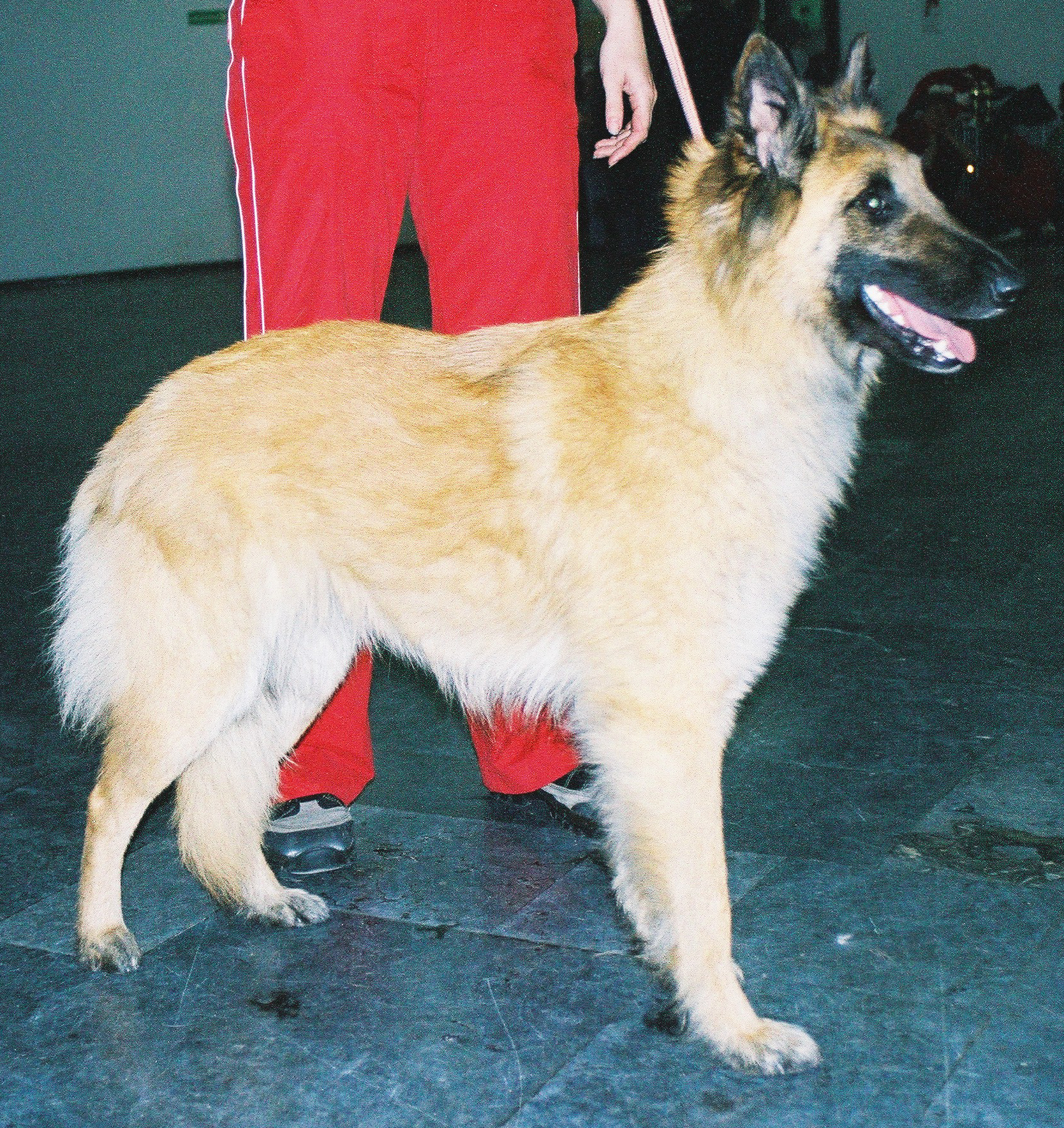
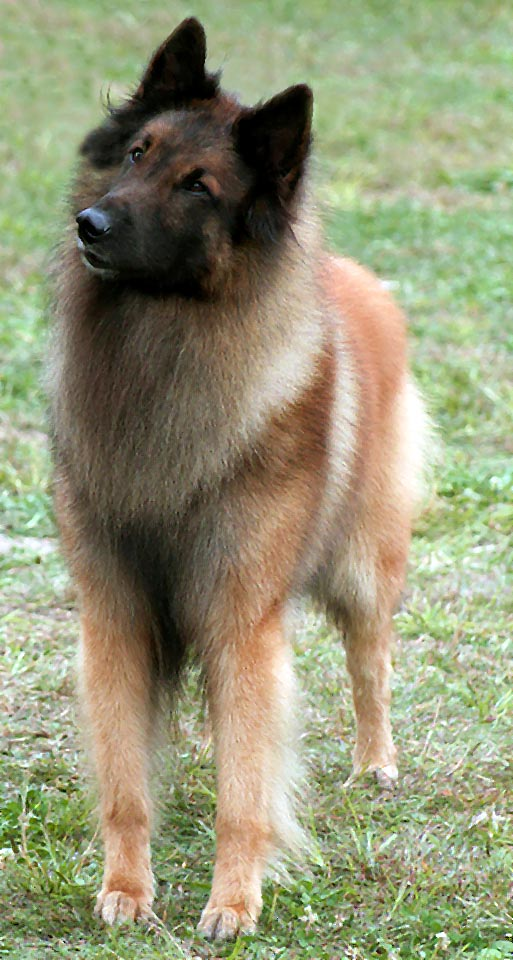
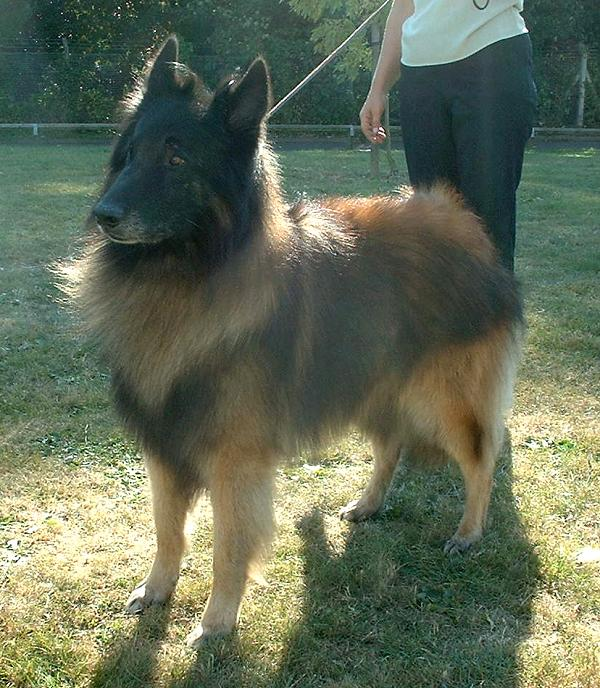
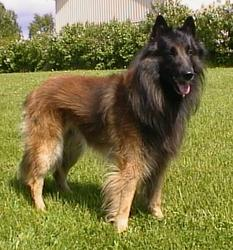

Els tervuren i els Groenendael són les varietats de pastor belga més habituals en les exhibicions i competicions esportives d'agilitat canina.

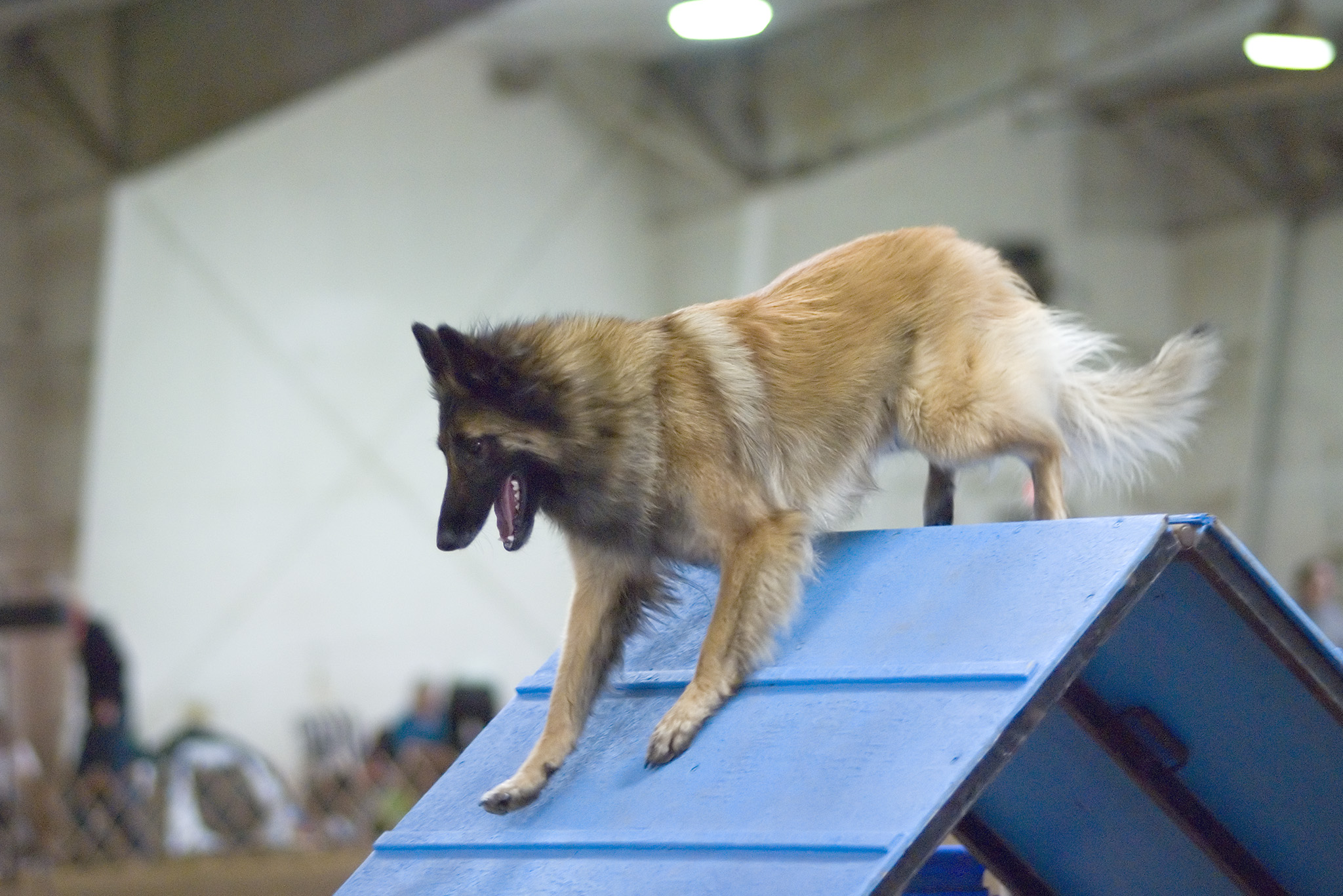
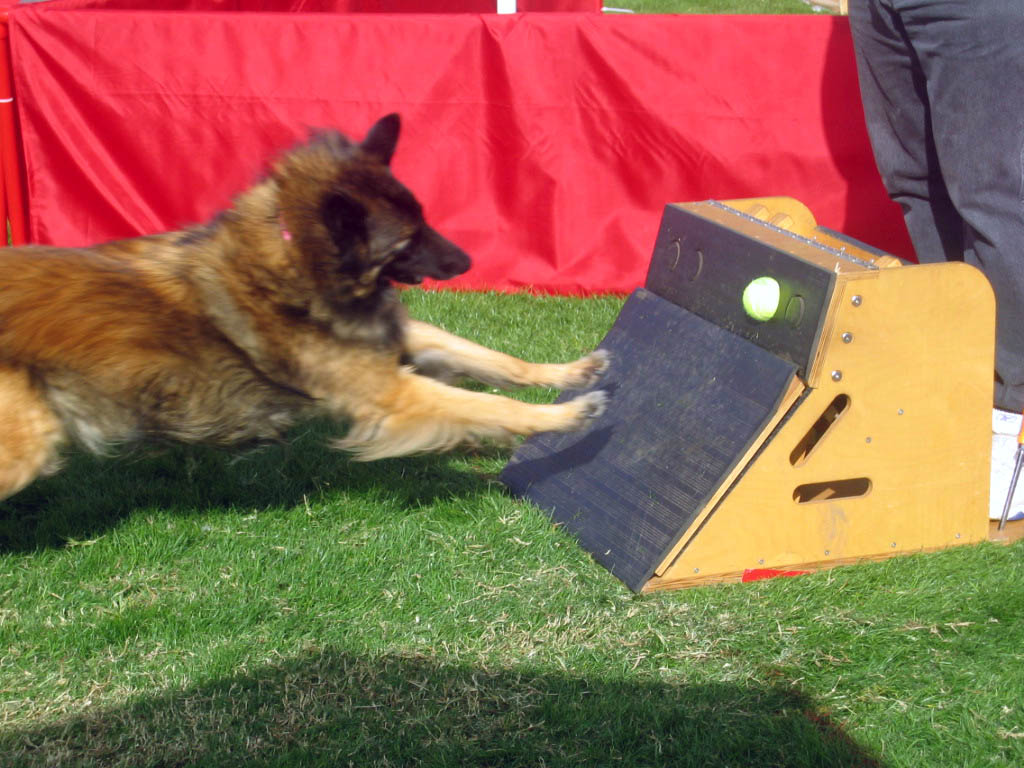
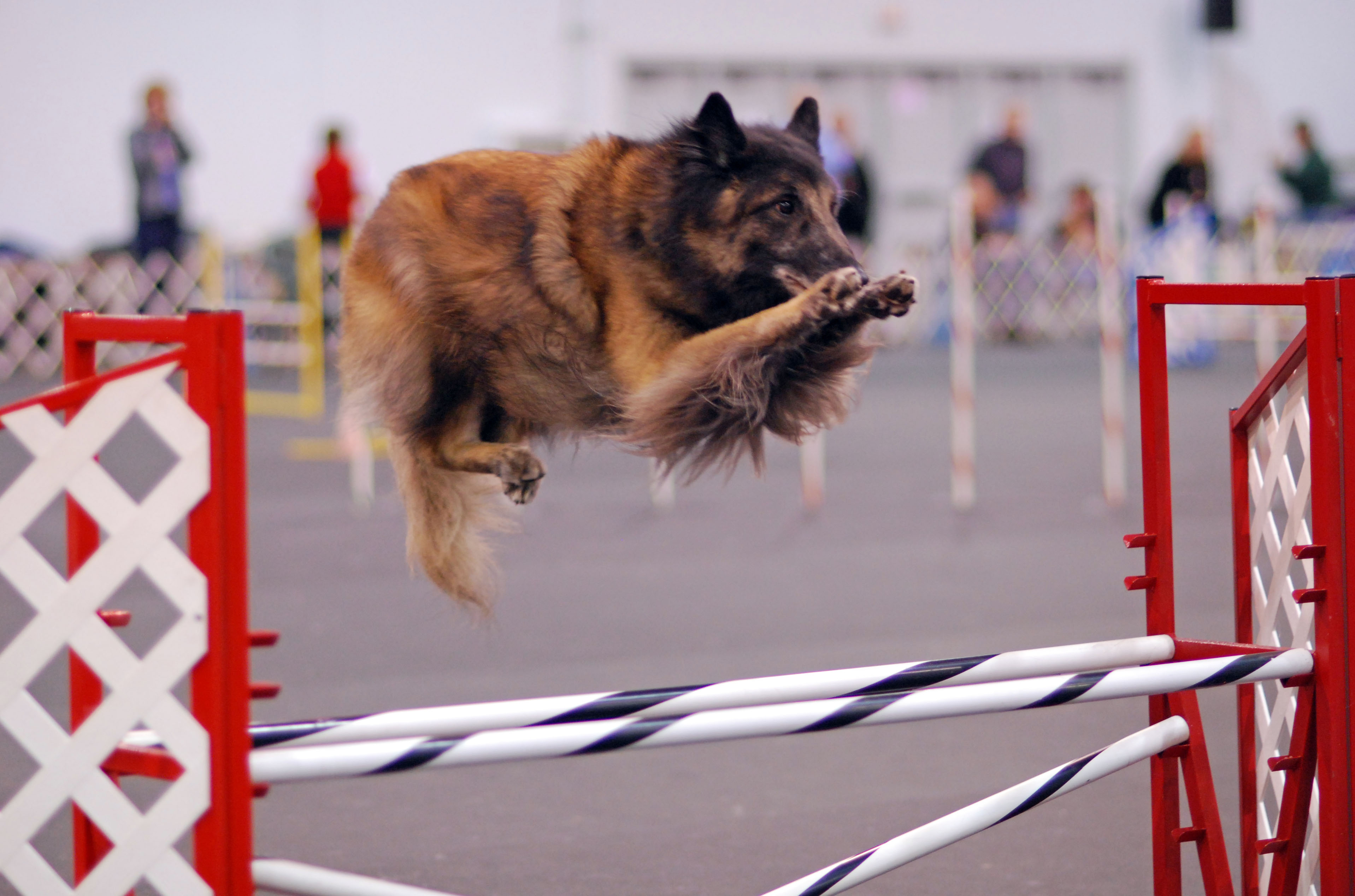
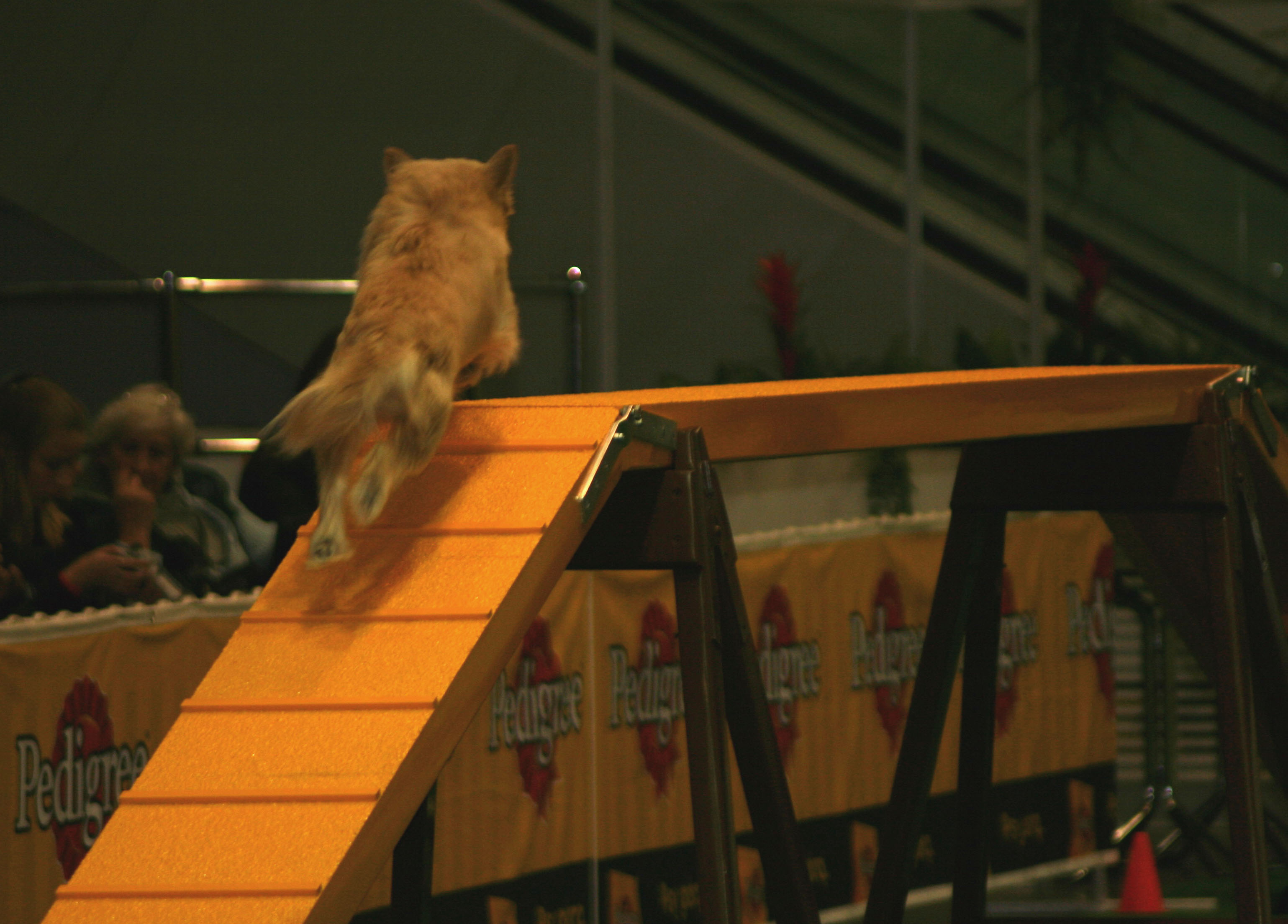